# Rubus micropetalus
Rubus micropetalus är en rosväxtart som beskrevs av Gardn.. Rubus micropetalus ingår i släktet rubusar, och familjen rosväxter. Inga underarter finns listade i Catalogue of Life.